# Клајнкал
Клајнкал (њем. Kleinkahl) општина је у њемачкој савезној држави Баварска. Једно је од 32 општинска средишта округа Ашафенбург. Према процјени из 2010. у општини је живјело 1.897 становника. Посједује регионалну шифру (AGS) 9671135.

## Географски и демографски подаци
Клајнкал се налази у савезној држави Баварска у округу Ашафенбург. Општина се налази на надморској висини од 242 метра. Површина општине износи 11,9 km². У самом мјесту је, према процјени из 2010. године, живјело 1.897 становника. Просјечна густина становништва износи 160 становника/km².